# Les Quatre Cavaliers de l'Apocalypse (film, 2022)
Pour les articles homonymes, voir Cavaliers de l'Apocalypse (homonymie).
Pour plus de détails, voir Fiche technique et Distribution.
Les Quatre Cavaliers de l'Apocalypse est un film américain réalisé par Geoff Meed, sorti en 2022. Il met en vedettes dans les rôles principaux Dominique Swain, Arie Thompson et Eric St. John.

## Synopsis
Notre planète est dans un état alarmant, entre les famines causées par le réchauffement climatique, de nouvelles pandémies déclenchées par la résistance aux antibiotiques des virus et une escalade de la violence aux quatre coins du monde. De plus en plus de chefs d’État et de gouvernement craignent apparemment que cette succession de catastrophes mondiales ne soit le signe d’une apocalypse imminente et de la fin des temps. Dirigée par le général Bridget Norris (Dominique Swain), une petite équipe de scientifiques (Arie Thompson, Eva Ceja, Brandon Alan Smith) mène une course contre la montre pour découvrir s’il existe encore un moyen d’arrêter la catastrophe ultime, et si elle pourrait être d’origine surnaturelle.

## Distribution
- Dominique Swain : Général Bridget Norris
- Arie Thompson : Dr. Lynise Hughes
- Eric St. John : Major Oakley Jones
- Eva Ceja : Dakota Lenna
- Brandon Alan Smith : Elliot Rodney
- Isaac J. Cruz : Rohrbacher
- Preston Geer : Aidan
- Bridger Buckley : Sergent Irv Shockley
- Stamaur Mitchell : Tremblay
- Junior Alabi : Rodrigo
- Rodrigo Brand : Duarte
- Marco Neves : Paulo[4]
- Troy Musil : Garde à l’entrée[2]

## Production

### Tournage
Le tournage a eu lieu en Californie, aux États-Unis. Le film est sorti le 29 avril 2022 aux États-Unis, son pays d’origine.